# Super 4
Super 4 é uma série de desenho animado franco-alemã produzida entre os estúdios Method Animation, PGS Entertainment, Morgen Studios e a radiodifusão televisiva France Télévisions.
A série estreou no France 3 na França em 2 de agosto de 2014 e no Disney Channel em Alemanha em 27 de abril de 2015. Em Portugal a série estreou no Canal Panda em 1 de dezembro de 2014, no Brasil a série estreou no Boomerang em 1 de maio de 2015.

## Elenco
- Billy Bob Thompson como Alex, o cavaleiro
- Franck Lorrain como Agente Gene
- Laetitia Lefebvre como Ruby, a pirata
- Sarah Natochenny como Etancel, a fada
- Tom Wayland como Barão Negro
- Alyson Leigh Rosenfeld como Princesa Leonora, Baba Cara e Rainha das Fadas
- Jake Paque como Pai de Ruby e Lenny
- Bernard Métreaux como Barba de Tubarão
- Vincent Violette como Dr. X

## Episódios
| Temporada | Temporada | Episódios | Exibição original    | Exibição original      | Exibição em Portugal  | Exibição em Portugal | Exibição no Brasil   | Exibição no Brasil |
| Temporada | Temporada | Episódios | Estreia de temporada | Final de temporada     | Estreia de temporada  | Final de temporada   | Estreia de temporada | Final de temporada |
| --------- | --------- | --------- | -------------------- | ---------------------- | --------------------- | -------------------- | -------------------- | ------------------ |
|           | 1         | 52        | 2 de agosto de 2014  | 5 de março de 2015     | 1 de dezembro de 2014 | TBA                  | 1 de maio de 2015    | TBA                |
|           | 2         | 52        | 8 de junho de 2016   | 19 de dezembro de 2017 | TBA                   | TBA                  | TBA                  | TBA                |

### 1ª Temporada (2014-15)
| #  | Título                             | Storyboards por | Escrito por | Exibição original                                                               |
| -- | ---------------------------------- | --------------- | ----------- | ------------------------------------------------------------------------------- |
| 1  | "Cleaning Day"                     | ASA             | ASA         | 2 de agosto de 2014 27 de abril de 2015 1 de dezembro de 2014 1 de maio de 2015 |
| 2  | "Dragonriders"                     | ASA             | ASA         | 2 de agosto de 2014 27 de abril de 2015 2 de maio de 2015                       |
| 3  | "I'm the King"                     | ASA             | ASA         | 9 de agosto de 2014 28 de abril de 2015 3 de maio de 2015                       |
| 4  | "Gene's Four"                      | ASA             | ASA         | 9 de agosto de 2014 28 de abril de 2015 4 de maio de 2015                       |
| 5  | "Mindnet"                          | ASA             | ASA         | 23 de agosto de 2014 29 de abril de 2015 5 de maio de 2015                      |
| 6  | "Princely Wedding"                 | ASA             | ASA         | 23 de agosto de 2014 29 de abril de 2015 6 de maio de 2015                      |
| 7  | "The Great Gonk"                   | ASA             | ASA         | 30 de agosto de 2014 30 de abril de 2015 7 de maio de 2015                      |
| 8  | "Your Wish is My Command"          | ASA             | ASA         | 30 de abril de 2015 8 de maio de 2015                                           |
| 9  | "Baby Dragon"                      | ASA             | ASA         | 6 de setembro de 2014 1 de maio de 2015 9 de maio de 2015                       |
| 10 | "Negative"                         | ASA             | ASA         | 1 de maio de 2015 10 de maio de 2015                                            |
| 11 | "Tower Trouble"                    | ASA             | ASA         | 5 de maio de 2015 11 de maio de 2015                                            |
| 12 | "The Golden Wand"                  | ASA             | ASA         | 5 de maio de 2015 12 de maio de 2015                                            |
| 13 | "All that Glitters"                | ASA             | ASA         | 5 de maio de 2015 13 de maio de 2015                                            |
| 14 | "A Colossal Challenge"             | ASA             | ASA         | 6 de maio de 2015 14 de maio de 2015                                            |
| 15 | "The Final Countdown"              | ASA             | ASA         | 10 de janeiro de 2015 6 de maio de 2015 15 de maio de 2015                      |
| 16 | "Fog over Kingsland"               | ASA             | ASA         | 6 de maio de 2015 16 de maio de 2015                                            |
| 17 | "Some Like it Magical"             | ASA             | ASA         | 7 de maio de 2015 17 de maio de 2015                                            |
| 18 | "Spell Book in Danger"             | ASA             | ASA         | 7 de fevereiro de 2015 7 de maio de 2015 18 de maio de 2015                     |
| 19 | "The Furious Elf"                  | ASA             | ASA         | 8 de maio de 2015 19 de maio de 2015                                            |
| 20 | "Turnips and Old Lace"             | ASA             | ASA         | 8 de maio de 2015 20 de maio de 2015                                            |
| 21 | "Silence of the Statues"           | ASA             | ASA         | 17 de janeiro de 2015 11 de maio de 2015 21 de maio de 2015                     |
| 22 | "The Prophecy"                     | ASA             | ASA         | 11 de maio de 2015 22 de maio de 2015                                           |
| 23 | "Saving Prince Alexander"          | ASA             | ASA         | 1 de novembro de 2014 12 de maio de 2015 25 de maio de 2015                     |
| 24 | "Go Ruby!"                         | ASA             | ASA         | 12 de maio de 2015 26 de maio de 2015                                           |
| 25 | "Convoy of Honor"                  | ASA             | ASA         | 6 de setembro de 2014 13 de maio de 2015                                        |
| 26 | "Song of the Stork"                | ASA             | ASA         | 18 de outubro de 2014 13 de maio de 2015                                        |
| 27 | "A Pirate's Honor"                 | ASA             | ASA         | 7 de fevereiro de 2015 14 de maio de 2015                                       |
| 28 | "The White Rabbit"                 | ASA             | ASA         | 24 de janeiro de 2015 14 de maio de 2015                                        |
| 29 | "Operation Swashbuckler"           | ASA             | ASA         | 28 de março de 2015 15 de maio de 2015                                          |
| 30 | "The Goose with the Golden Egg"    | ASA             | ASA         | 24 de janeiro de 2015 15 de maio de 2015                                        |
| 31 | "Lady Unicorn"                     | ASA             | ASA         | 18 de maio de 2015                                                              |
| 32 | "Haunted Castle"                   | ASA             | ASA         | 18 de maio de 2015                                                              |
| 33 | "The Siege"                        | ASA             | ASA         | 18 de outubro de 2014 19 de maio de 2015                                        |
| 34 | "Science vs. Magic"                | ASA             | ASA         | 19 de maio de 2015                                                              |
| 35 | "Outlaws of Gravity"               | ASA             | ASA         | 11 de outubro de 2014 20 de maio de 2015                                        |
| 36 | "Sleeping Buddy"                   | ASA             | ASA         | 20 de setembro de 2014 20 de maio de 2015                                       |
| 37 | "The Metal Age"                    | ASA             | ASA         | 1 de novembro de 2014 21 de maio de 2015                                        |
| 38 | "Rage of the Dragon"               | ASA             | ASA         | 21 de maio de 2015                                                              |
| 39 | "The Truce"                        | ASA             | ASA         | 22 de maio de 2015                                                              |
| 40 | "Appetite of Destruction"          | ASA             | ASA         | 25 de outubro de 2014 22 de maio de 2015                                        |
| 41 | "Ruby, Queen of the Seas (Part 1)" | ASA             | ASA         | 1 de janeiro de 2015 23 de maio de 2015                                         |
| 42 | "Ruby, Queen of the Seas (Part 2)" | ASA             | ASA         | 1 de janeiro de 2015 24 de maio de 2015                                         |
| 43 | "Ruby, Queen of the Seas (Part 3)" | ASA             | ASA         | 1 de janeiro de 2015                                                            |
| 44 | "Ruby, Queen of the Seas (Part 4)" | ASA             | ASA         | 1 de janeiro de 2015                                                            |